# Sesamia proscripta
Sesamia proscripta là một loài bướm đêm trong họ Noctuidae.